# Campanula pelia
Campanula pelia är en klockväxtart som först beskrevs av Eugen von Halácsy, och fick sitt nu gällande namn av Heinrich Carl Haussknecht, Paul Ernst Emil Sintenis och Demetrius Phitos. Campanula pelia ingår i släktet blåklockor, och familjen klockväxter.
Artens utbredningsområde är Grekland. Inga underarter finns listade i Catalogue of Life.